# منزل كاشانا
إن منزل كاشانا هو مأوى للفتيات الفقراء واليتامى الموجودين في لاهور بباكستان. تأسست في عام 1973 من قبل حكومة مقاطعة مدينة لاهور. 
وقد تصدر منزل كاشانا عناوين الصحف الرئيسية في عام 2020 عندما اتهم مدير السجن السابق وزير البنجاب أجمال تشيما «بالتصرف الخاطئ» في المنشأة. 
وقد أنشئت المنظمة في البداية كدار كاشانا للرعاية الاجتماعية للفتيات والنساء الفقراء في عام 1973 في لاهور. وبعد تأسيس منشأة لاهور، قامت الحكومة بإنشاء منزلين آخرين من منازل كاشانا في راوالبندي وسرغودها. 

## خلاف كاشانا
في عام 2020، كانت إقرا كاينات، وهي شابة شاركت في الجدال الدائر حول دار كاشانا، يقال أنها قتلت أو ربما انتحرت عن طريق أخذ المواد الكيميائية. وطبقاً لتقرير الوفاة الرسمي، فقد توفيت بسبب الجوع والعطش.    